# بورس فرانکفورت

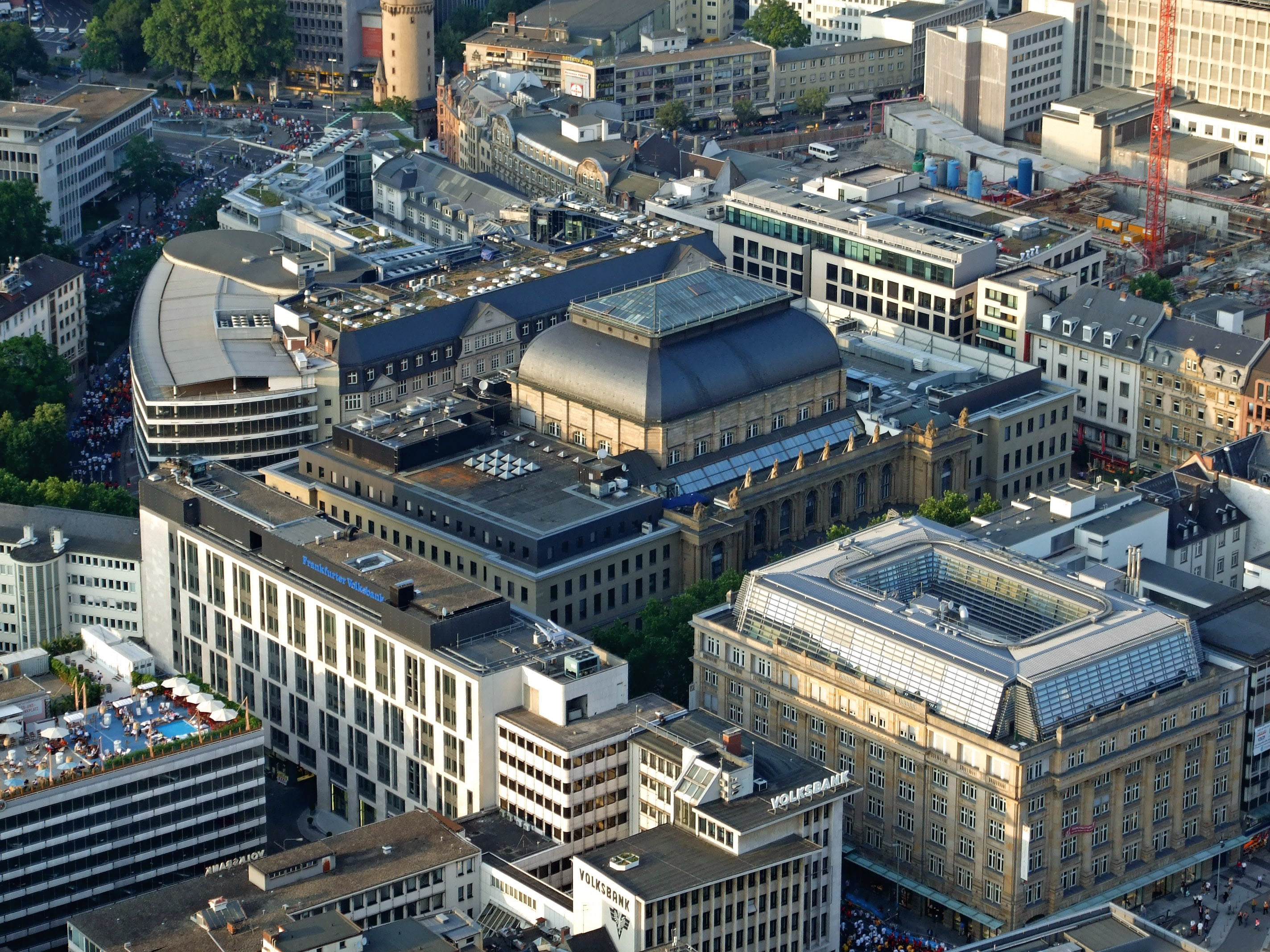
ساختمان در فرانکفورت

بورس سهام فرانکفورت (آلمانی: Frankfurter Wertpapierbörse یا FWB) یکی از بازارهای بورس سهام است که از لحاظ سرمایه بازار، در رتبه دوازدهم در دنیا قرار دارد و در فرانکفورت آم ماین، آلمان واقع است و توسط دویچه بورزه اداره می‌شود. 